# Ancestry
Ancestry, früher Ancestry.com LLC, ist ein in Lehi (Utah/USA) ansässiges Unternehmen, das sich auf Genealogie-Dienstleistungen spezialisiert hat. Als weltweit größter Anbieter vereint es die klassische, durch Computergenealogie unterstützte Ahnenforschung mit der DNA-Genealogie zur genetischen Herkunftsbestimmung. Die Indexierung der Archivbestände erlaubt das Durchsuchen von über 24 Milliarden Aufzeichnungen. Bisher wurden mehr als 100 Millionen Stammbäume erstellt. AncestryDNA ist mit weltweit über 18 Millionen Kunden das am weitesten verbreitete Produkt zur Bestimmung der eigenen Herkunft auf Basis eines DNA-Tests. Auf ancestry.de sind ca. 660 Millionen deutschsprachige Dokumente auf der Webseite durchsuchbar und im Original einzusehen. Darunter befinden sich Geburts-, Sterbe- und Heiratsurkunden, Passagier-, Ein- und Auswanderungslisten, Kirchenbücher, Verlustlisten und Militärregister sowie historische Telefon- und Adressbücher. Der Hauptsitz des Unternehmens befindet sich im US-amerikanischen Lehi, Utah, die deutsche Niederlassung in Grafing bei München.

## Unternehmensgeschichte

### Ancestry.com
Ancestry.com wurde 1990 von Paul Brent Allen und seinem Kommilitonen Dan Taggart gegründet, die beide damals an der mormonischen Brigham Young University in Utah studierten. Der Anfangsgedanke bestand darin, eine Informationsdatenbank auf Disketten aufzubauen, die es ermöglichte, Verwandtschaftsbeziehungen zwischen Mormonen in den Vereinigten Staaten festzustellen. Im Jahr 1996 stellten Allen und Taggart die Datenbanken online und gründeten somit Ancestry.com. Im Rahmen des Unternehmenswachstums erwarb Ancestry.com später unter anderem die Internetseite Find a Grave.
Im August 2020 gab David Kestnbaum vom US-Finanzinvestor Blackstone bekannt, Ancestry für 4,7 Milliarden Dollar von Silver Lake, Spectrum Equity und Permira zu übernehmen. Der Staatsfonds in Singapur, GIC, behalte seine bedeutende Minderheitsbeteiligung. Ancestry.com hat über drei Millionen zahlende Kunden und erzielt mehr als eine Milliarde Dollar Jahresumsatz.

### AncestryDNA
Mit AncestryDNA bietet das Unternehmen DNA-Tests an, die es Kunden ermöglichen, ihre genetische Familienabstammung zu erforschen.
Die DNA-Tests werden zusammen mit dem Unternehmen Quest Diagnostics durchgeführt, das seinen Sitz im US-amerikanischen Secaucus, New Jersey hat.

### Find a Grave
Am 30. September 2013 gab Ancestry bekannt, dass das Unternehmen die Online-Datenbank Find a Grave übernehmen wird. Im März 2014 brachte Ancestry eine App für Find a Grave heraus.

### Fold3
Fold3 ist eine Online-Datenbank für historische militärische Unterlagen. Die Datenbank wurde ursprünglich unter dem Namen Footnote.com gestartet. 2010 übernahm Ancestry das Unternehmen iArchives, welches Footnote.com betrieb. Im August 2011 gab Ancestry bekannt, Footnote in Fold3 umzubenennen. Grund dafür war die Fokussierung auf militärische Unterlagen.

### Newspapers.com
Newspapers.com wurde 2012 von Ancestry ins Leben gerufen. Auf der Plattform hat Ancestry ihr Zeitungsarchiv ausgelagert. Die Webseite ist kostenpflichtig.

### Archives.com
2012 übernahm Ancestry Archives.com, welche bis heute als eigenständige Webseite online ist.

### WeRemember
Am 15. November 2017 stellte Ancestry ihr neues Produkt WeRemember vor. WeRemember ist eine Plattform, auf der man die Erinnerungen zu Verstorbenen teilen kann, dies beinhaltet auch Fotos und Videos.

### Geneanet
Geneanet ist ein Unternehmen mit Sitz in Paris, welches die gleichnamige Genealogie-Website betreibt. Die Plattform wurde im Jahr 1996 gegründet. Im August 2021 wurde das Unternehmen von Ancestry.com übernommen.

### RootsWeb
Im Juni 2000 erwarb Ancestry das Unternehmen RootsWeb. Die Plattform war eine kostenlose Genealogie-Community, die Online-Foren, Mailinglisten, gehostete Webseiten und andere Ressourcen nutzte, um Menschen bei der Erforschung ihrer Familiengeschichte zu unterstützen. Benutzer konnten GEDCOM-Dateien mit ihren Informationen hochladen, damit andere sie auf dem WorldConnect-Teil der Website durchsuchen konnten. Auf WorldConnect hochgeladene Stammbäume waren auf der RootsWeb-Website durchsuchbar. 2024 verschob sie Ancestry auf ihre eigene Website. Seit 2024 sind auch die gehosteten Websites alle schreibgeschützt und alle Benutzer-Logins deaktiviert.
Am 20. Dezember 2017 wurde eine Datei mit 300.000 RootsWeb-Benutzernamen, Kennwörtern und E-Mail-Adressen im Internet veröffentlicht. Die 300.000 Datensätze stammten vom RootsWeb-Nachnamenlistendienst; 55.000 dieser Datensätze waren auch Ancestry.com-Anmeldedaten.

## Kritik
Im Jahre 2019 erhielt das Unternehmen den deutschen BigBrotherAward in der Kategorie Biotechnik, der als Negativpreis zu verstehen ist. Die Begründung: Ancestry nutze das Interesse an Familienforschung dazu aus, Menschen zur Abgabe von Speichelproben zu veranlassen, und gebe die Gen-Daten an eine unbekannte Anzahl von anderen, z. T. gewinnorientierten Unternehmen weiter. Eventuelle Gewinne aus der Weitergabe oder dem Verkauf der Daten würden nicht mit den Nutzern geteilt; im Gegenteil verbiete ihnen das Unternehmen sogar, ihre eigenen Analyseergebnisse an Dritte weiterzugeben. Das Fazit: „Anbieter wie Ancestry missbrauchen das Interesse an Familienforschung, um einen Genom-Schatz für die kommerzielle Forschung anzuhäufen – das ist ihr eigentliches Geschäftsmodell.“
Im Rahmen eines Public-Private-Partnership-Modells vermarktet Ancestry mehrere staatliche Archive wie zum Beispiel das Bayerische Kriegsarchiv („Kriegsstammrollen des Königreichs Bayern“).